# Проезд Стройкомбината
Прое́зд Стройкомбина́та (до 8 декабря 1969 года — Железнодоро́жная у́лица, до 1960 года — Железнодоро́жная у́лица посёлка Очаково) — проезд в Западном административном округе города Москвы на территории района Очаково-Матвеевское.

## История
Проезд находится на территории бывшего посёлка Очаково, где он назывался Железнодоро́жная у́лица. В 1960 году посёлок Очаково вошёл в состав Москвы, улица вначале сохраняла своё название, а 8 декабря 1969 года для устранения одноимённости была переименована и получила современное название по направлению к домостроительному комбинату.

## Расположение
Проезд Стройкомбината проходит от Очаковского шоссе на юго-восток до путей и станции Очаково Киевского направления Московской железной дороги, поворачивает на юго-запад, проходит вдоль путей и станции и оканчивается тупиком.

## Примечательные здания и сооружения
По нечётной стороне:
По чётной стороне:
- д. 2 — ОАО «Домостроительный комбинат № 2» (ДСК-2).

## Транспорт

### Автобус
- 11: от Очаковского шоссе до станции Очаково и обратно.
- 807: от Очаковского шоссе до станции Очаково и обратно.
- с17: от Очаковского шоссе до станции Очаково и обратно.
- У юго-западного конца проезда расположена автобусная остановка «Станция Очаково», которая является конечной для автобусов 11, 807, с17.

### Метро
- Станция метро «Озёрная» Солнцевской линии — станция, расположенная южнее проезда, на Озёрной площади на пересечении Мичуринского проспекта и Озёрной улицы с Никулинской улицей, Большой Очаковской улицей, Малой Очаковской улицей, улицей Наташи Ковшовой, проектируемым проездом № 1980.

### Железнодорожный транспорт
- Станция Очаково Киевского направления Московской железной дороги — расположена вдоль южного участка проезда.